# Пітер Воттс
Пітер Воттс (англ. Peter Watts; нар. 25 січня 1958 року) — канадський письменник-фантаст, за фахом морський біолог. Працює у жанрі жорсткої наукової фантастики.

## Біографія і особисте життя
Пітер Воттс народився в Калгарі, провінція Альберта, Канада.
13 років переїхав з родиною до Торонто, де мешкає дотепер.
Навчався у Гвельфському університеті, провінція Онтаріо, там 1980 року отримав ступінь бакалавра та ступінь магістра 1983 року. 1991 року він захистив ступінь доктора філософії в Університеті Британської Колумбії, Ванкувер в галузі зоології та екології ресурсів.
Як морський біолог, займався на практиці фізіологією морських ссавців.
У грудні 2009 року Воттс був затриманий на кордоні США і Канади в Порт-Гуроні, штат Мічиган, Прикордонно-митною службою США, яка здійснювала перевірку керованого ним автомобіля. За твердженням прикордонної служби, Воттс напав на її співробітника і був переданий місцевим органам влади для пред'явлення звинувачень. Згодом Воттс був звільнений, проте прокуратурою округу Сент-Клер не було знято звинувачення в нападі на офіцера, за словами якого, Воттс поводив себе агресивно і, аби змусити його підкоритися, довелося використовувати перцевий спрей. За словами Воттса, на нього напали, били в обличчя, застосували перцевий спрей і кинули на ніч у в'язницю. Звіт про інцидент Пітер Воттс опублікував у своєму блозі, історія набула розголосу в Інтернеті. 19 березня 2010 року, після двох днів обговорення, суд визнав Воттса винним у перешкоджанні офіцеру Прикордонно-митної служби США. Остаточне слухання справи було призначено на 26 квітня 2010 року. Письменникові загрожувало покарання до двох років позбавлення волі. 26 квітня суддя виніс вирок Воттсу: позбавлення волі 60 днів замість 180 днів, рекомендованих прокурором. Виконання судового рішення було призупинено після сплати судових витрат в розмірі 1000 доларів і штрафу в розмірі 500 доларів, після чого Воттс був звільнений. Тим не менш, згідно з чинним американським іміграційним законодавством, Воттс більше ніколи не зможе відвідати Сполучені Штати.
У серпні 2011 року Пітер Воттс одружився з Кейтлін Світ (англ. Caitlin Sweet), викладачкою університету Торонто та письменницею-фантасткою.

## Творчість
Свої літературні спроби 1980-х років Воттс марно намагався опублікувати у впливових американських журналах. Такі видання, як Asimov's Science Fiction та Analog Science Fiction and Fact, відмовляли йому, насамперед, за надмірно негативну атмосферу творів.
Першим літературним успіхом Воттса стало оповідання «Ніша» («A Niche»), опубліковане 1991 року в канадській антології фантастики Tesseracts 3. Оповідання отримало канадську премію Аврора 1992 року, після чого короткі твори Воттса почали в 1990-ті роки з'являтися в журналах та збірках.
Воттс знов звернувся до персонажа Лені Кларк з оповідання «A Niche» у першому своєму романі «Морська зірка» («Starfish») (1999). Лені Кларк — фізично змінена людина, пристосована для життя на великих глибинах під водою. Вона також є головною героїнею трилогії «Рифтери» («Rifters»). За авторським задумом, рифтерами звуться модифіковані люди, призначені для роботи в глибоководному середовищі. Трилогія, крім «Starfish», містить романи «Вир» («Maelstrom») (2001) та «Бетагемот»(«βehemoth»). Останній роман з комерційних міркувань був виданий двома частинами: «βehemoth: β-Max» (2004) і «βehemoth: Seppuku» (2005).
В жовтні 2006 року опубліковано найвідоміший з романів Пітера Воттса: «Сліпобачення» («Blindsight»). Події роману відбуваються наприкінці XXI сторіччя, екіпаж земного космічного корабля намагається здійснити перший контакт з інопланетною цивілізацією. Окрім проблеми неможливості контакту, що розглядається на рівні, дотепер притаманному лише творам Станіслава Лема, багато уваги в «Сліпобачення» присвячено проблемам зв'язку свідомості та інтелекту, а також трансгуманізму. 2007 року «Сліпобачення» був номінований на Премію Г'юґо за кращий роман. З того часу твір був перекладений багатьма мовами: німецькою, польською, японською, фінською тощо. 2009 року «Сліпобачення» одержав польську премію SFinks за найкращий іноземний науково-фантастичний роман, 2010 року — іспанську премію Xatafi-Cyberdark за найкращий іноземний фантастичний роман, а 2014 — японську Премію «Сейун» (星雲賞 Seiunshō) за найкращий перекладений роман. Як і деякі інші твори, роман «Сліпобачення» викладений автором на власному вебсайті у вільний доступ за ліцензією Creative Commons BY-NC-SA 2.5. На думку Воттса, це фактично врятувало його кар'єру, а роман «Сліпобачення» від забуття, до якого він був би приречений в іншому випадку.
Успіх «Сліпобачення» та розглянутих в ньому проблем спонукав Воттса на продовження і розвиток теми. Так з'явилися оповідання «The Colonel» (2014), «Insect Gods» (2015) та роман «Ехопраксія» («Echopraxia») (2014) — сиквел про події, що відбуваються на Землі та інших місцях, одночасно з подіями «Сліпобачення».. Цей художній цикл, що отримав назву «Вогнепад» («Firefall»), може в майбутньому поповнитися романом «Omniscients».
Особливістю романів Воттса є докладний перелік використаних джерел, запозичених ідей та посилання на їх докладний розгляд, що додається до художніх творів.
2010 рік приніс Пітеру Воттсу визнання у вигляді двох літературних премій: Премію Ширлі Джексон в категорії «Коротке оповідання» отримало «The Things», а повість «The Island» нагороджена Премією Г'юґо.
Окрім письменництва, Воттс також редагував канадський науково-фантастичний журнал On Spec Magazine, брав участь у створенні науково-фантастичного фільму та телепроєкту Strange Frame, на ранніх стадіях розробляв чернетки історії для гри Homeworld 2 у Relic Entertainment. Вплив творчості Воттса на свою гру відзначав креативний директор BioShock 2 (2010) Кен Левін. Компанія Crytek залучила Пітера Воттса як письменника та художнього консультанта при створенні гри Crysis 2 (2011), в якій згадуються технологічні елементи з роману «Сліпобачення»..

## Переклади українською
- Пітер Воттс. Сліпобачення; з англ. пер. А. Пітик, К. Грицайчук — К.: Вид-во Жупанського, 2018. — (Ad Astra) — 384 с. ISBN 978-966-2355-99-4

- Пітер Воттс. Ехопраксія; з англ. пер. О. Українець, К. Дудка — К.: Вид-во Жупанського, 2019. — (Ad Astra) — 368 с. ISBN 978-617-7585-11-3

- Пітер Воттс. Морська зірка: з англ. пер. Є. Онуфрієнко — К.: Вид-во Жупанського, 2023. — (Ad Astra) — 408 с. ISBN 978-617-7585-65-6